# Fort Claudia

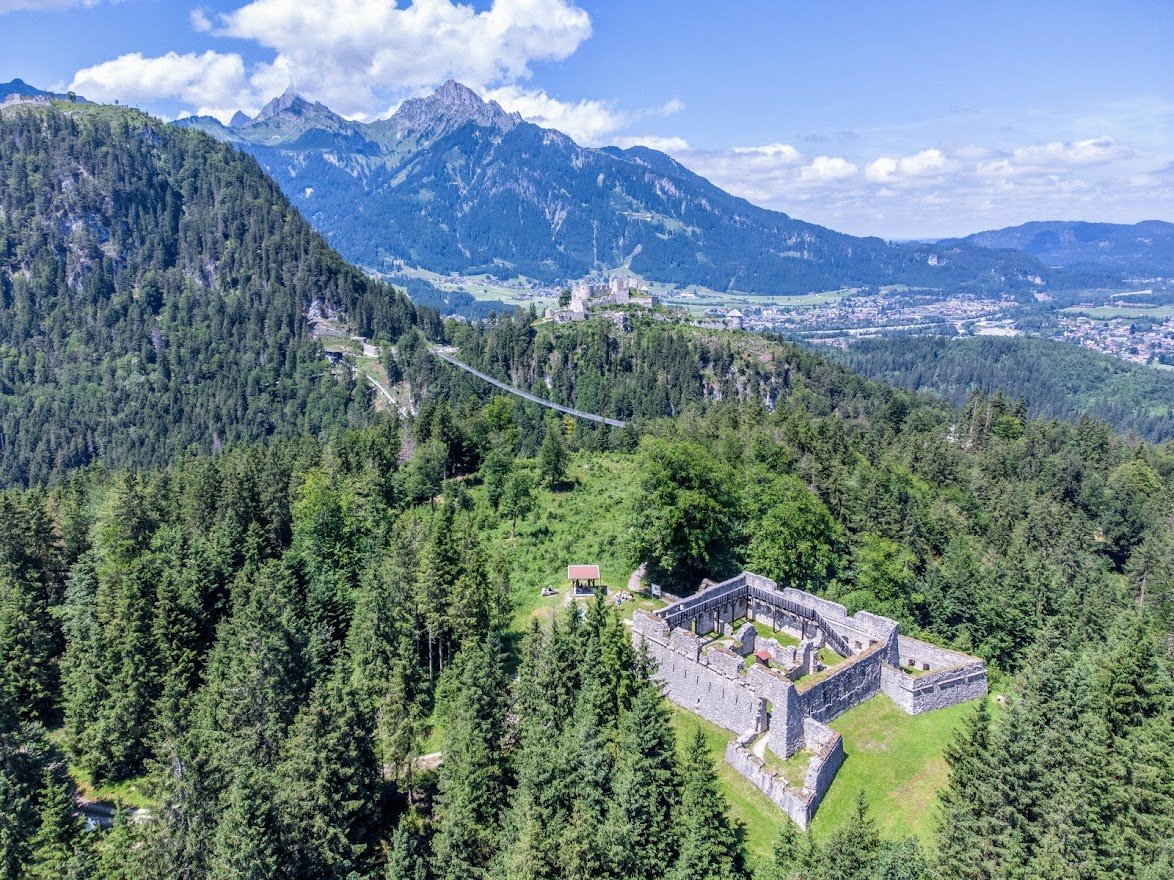
Fort Claudia mit highline179 und Burg Ehrenberg im Hintergrund

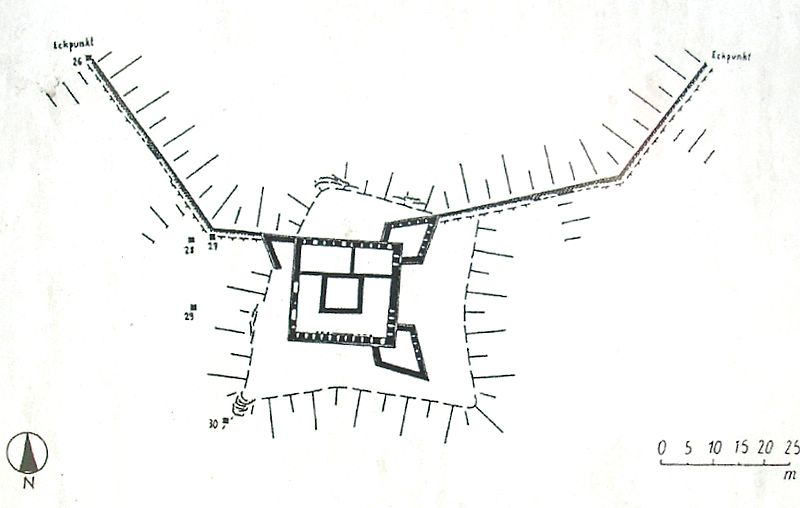
Grundriss auf der Infotafel vor dem Fort

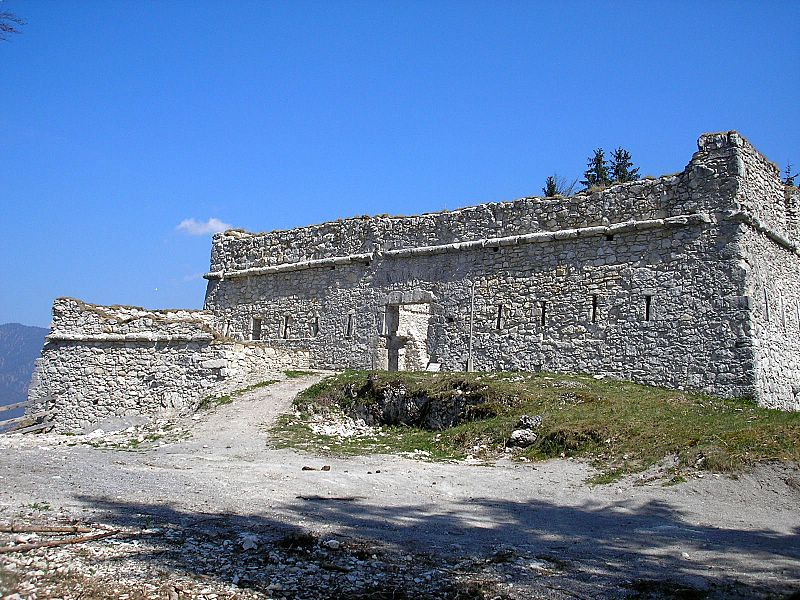
Westseite und Tor

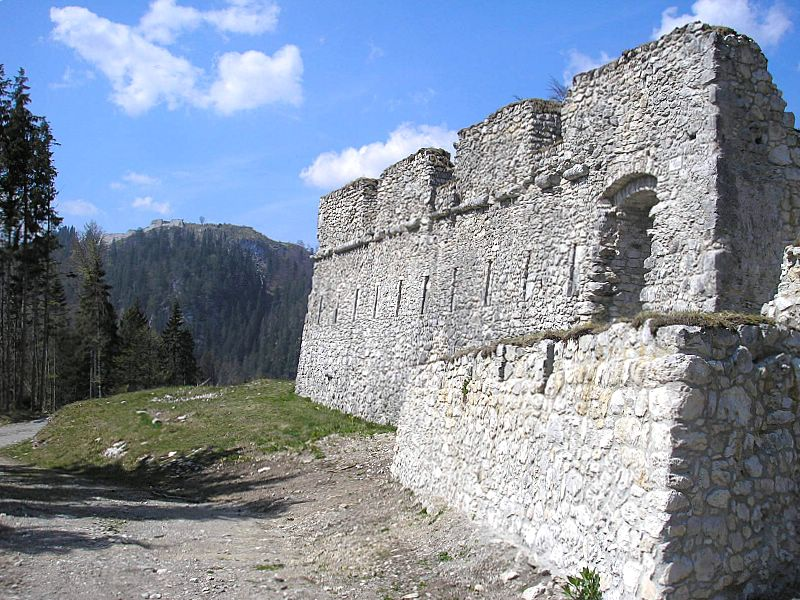
Südseite mit Blick zur Festung Schlosskopf

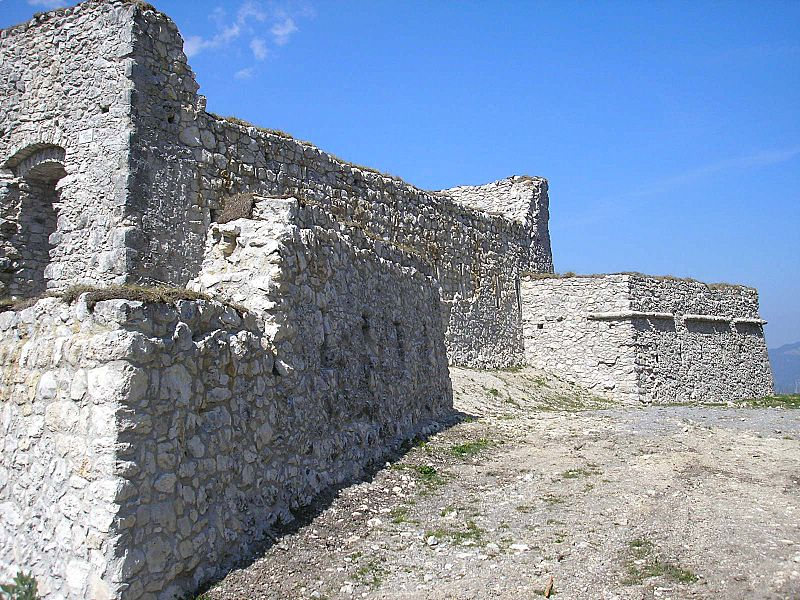
Ostseite mit den beiden Bastionen

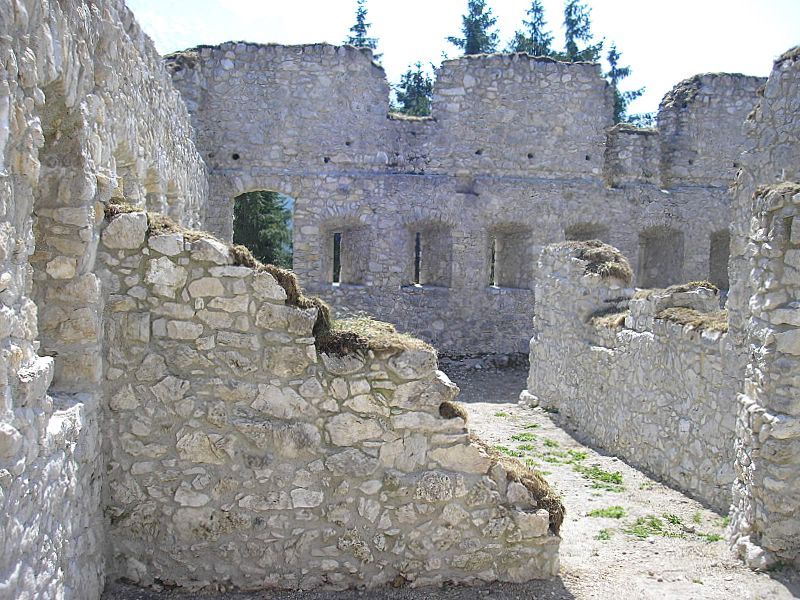
Blick in den Innenraum (Nordteil)

Das Fort Claudia („Hochschanz“) in der Gemeinde Reutte entstand im 17. Jahrhundert als Teil des Sperrfestungssystems um die Burg Ehrenberg im Tiroler Außerfern. Die Reste des kleinen Festungsbaues wurden nach der Jahrtausendwende gesichert und teilweise rekonstruiert.

## Geschichte
Der Falkenberg gegenüber der Burg Ehrenberg hatte sich bereits im 16. Jahrhundert als Schwachstelle im Ehrenberger Befestigungssystem erwiesen. Der landesfürstliche Festungsbaumeister Elias Gumpp begann deshalb um 1639 mit der Planung eines Forts, das die Umgehung der Burg erschweren sollte. Der Neubau wurde nach der Landesherrin Claudia von Medici – der Witwe des Leopold V.  – benannt.
Im Spanischen Erbfolgekrieg konnte der bayerische Kurfürst die Burg dennoch einnehmen (1703). Den Tirolern gelang jedoch kurz darauf die Rückeroberung. Hierzu wurden Geschütze auf den noch unbefestigten Schlosskopf hinter der Veste gezogen und die Burg sturmreif geschossen. Diese Ereignisse erwiesen die Notwendigkeit einer weiteren Befestigungsanlage auf dem Schlosskopf, der die mittelalterliche Kernburg um etwa 150 Meter überragt. Von 1726 bis 1741 entstand deshalb eine riesige Festungsanlage auf dem Berg (Festung Schlosskopf).
Bereits 1782 wurden die Tiroler Landesfestungen bis auf Kufstein aufgelassen und teilweise abgebrochen. Das Fort wurde jedoch noch bis ins 19. Jahrhundert bewohnt. Anschließend begann der Verfall der Anlage, die zusammen mit der Festung von der Forschung bis zur Jahrtausendwende nahezu unbeachtet blieb. Auch vielen Einheimischen waren die Festungswerke um die Burg nahezu unbekannt.
Im Zuge des Ausbaus der Burgenregion Ostallgäu-Außerfern wurde um das Jahr 2000 mit ersten Erhaltungsmaßnahmen begonnen, die im Bereich des Forts bereits weitgehend abgeschlossen werden konnten. Zur Wiederherstellung der historischen Sichtbeziehungen mussten hierzu größere Bergwaldflächen gerodet werden.
Seit November 2014 verbindet die highline179, eine Fußgänger-Hängebrücke über die Fernpassstraße B 179 südlich von Reutte in Tirol, das Fort Claudia mit der Ruine Ehrenberg.

## Beschreibung
Das Fort liegt auf einem nahezu ebenen Absatz am Berghang östlich der Bundesstraße. Gegenüber thront die Burg auf nahezu gleicher Höhe auf ihrem Bergsattel, den der Schlosskopf mit der Festung überragt. Im Bergwald lassen sich die Vorwerke und Schanzen um das Kernwerk noch teilweise gut verfolgen. Einige dieser Befestigungswerke scheinen bereits vor dem 17. Jahrhundert angelegt worden zu sein. Zusätzlich laufen Wallzüge zur Klause am Bergsattel. Die Geschütze standen sicherlich hier im Vorfeld des Forts, dessen Schartenöffnungen nur den Einsatz von Musketen erlaubten.
Die stark ruinösen Reste des Kernwerkes wurden nach 2000 konserviert und teilweise wieder aufgemauert. Die Grundfläche ist quadratisch, die Seitenlängen betragen etwa 20 m. Im Osten springen zwei spitzwinkelige Basteien aus. Eine weitere kleine Bastion schützte das Eingangstor an der Westseite. Die Bastionen sind nur etwa halb so hoch wie das übrige Mauerwerk und sind vom Innenraum aus zugänglich. Das Mauerwerk wird in regelmäßigen Abständen von schmalen Musketenscharten durchbrochen, die Innen trapezförmig erweitert und rundbogig abgeschlossen wurden. Außen läuft ein wulstiges Kordongesims um den Oberteil der Anlage. Als Baumaterial diente der anstehende Kalkstein der Umgebung.